# Репинцы (Каменец-Подольский район)
Репинцы (укр. Ріпинці) — село в Каменец-Подольском районе Хмельницкой области Украины.
Население по переписи 2001 года составляло 573 человека. Почтовый индекс — 32331. Телефонный код — 3849. Занимает площадь 2,163 км².

## История
В XIX веке село Репинцы было в составе Орынинской волости Каменец-Подольского уезда Подольской губернии. В селе была Покровская церковь, в приходе которой также была деревня Теклевка.

## Местный совет
32331, Хмельницкая обл., Каменец-Подольский р-н, с. Оринин, ул. Тараса Шевченка, 70